# Педрас-Грандис
Педрас-Грандис (порт. Pedras Grandes)  —  муниципалитет в Бразилии, входит в штат Санта-Катарина. Составная часть мезорегиона Юг штата Санта-Катарина. Находится в составе крупной городской агломерации Агломерация Тубаран. Входит в экономико-статистический  микрорегион Тубаран. Население составляет 4817 человек на 2006 год. Занимает площадь 171,821 км². Плотность населения — 28,0 чел./км².

## История
Город основан 29 декабря 1961 года.

## Статистика
- Валовой внутренний продукт на 2003 составляет 43.835.156,00 реалов (данные: Бразильский институт географии и статистики).
- Валовой внутренний продукт на душу населения на 2003 составляет 9.010,31 реалов (данные: Бразильский институт географии и статистики).
- Индекс развития человеческого потенциала на 2000 составляет 0,799 (данные: Программа развития ООН).

## География
Климат местности: субтропический.